# エンクロス
エンクロスは、九州旅客鉄道（JR九州）日豊本線延岡駅に併設されている複合施設である。
延岡市が延岡駅前に整備を進めていた公共施設で、2018年4月1日に開業を予定していたが年間委託料が1億3,500万円に上ることから、2月20日に読谷山洋司延岡市長が6月までの開館延期を発表した。しかし、3月19日、市議会予算審査特別委員会において「延期は認めない」とする動議が可決されたことから、方針を転換、4月13日に全面開業した。延岡駅およびバス利用者のため、施設内の待合室は4月1日から利用可能となった。

## 施設
- 所在地 宮崎県延岡市幸町三丁目4266番地5[7]
- 指定管理者：カルチュア・コンビニエンス・クラブ株式会社
- 館長：後藤真（2021年1月-）[8][10]
- 施設概要[7]
  - 1階 - 待合スペース、情報発信スペース、キッチンスペース、キッズスペース、トイレ、カフェ（スターバックスコーヒー）、書店（蔦屋書店）、物産販売
  - 2階 - 図書閲覧スペース、待合スペース、市民活動スペース、トイレ、書店（蔦屋書店）
- 設計：乾久美子建築設計事務所
- 施工：上田・児玉・朋幸・久米 特定建設工事共同企業体

## 営業時間
- 休館日 - なし、年中無休[7]
- 午前8時 - 午後9時[7]